# Benjamín Fuentes González
Benjamín Fuentes González (* 6 de febrero de 1919 en Comala, Colima - 13 de noviembre de 2004 en la Cd. de México †) fue un maestro y político mexicano.

## Biografía
Nació en Comala, Pueblo Blanco de América y Pueblo Mágico de México, Colima el 6 de febrero de 1919 y murió el 13 de noviembre de 2004 en la Cd. de México.

## Grados
A lo largo de su carrera como político y maestro recibió los siguientes grados:
Profesor de Educación Primaria por la Escuela Nacional de Maestros en 1942
Técnico en Educación y profesor de Educación Normal por la Escuela Normal Superior de México en 1946
Experto en Estadísticas Educacionales por la UNESCO en 1958
Doctor "Honoris Causa" por la Escuela Normal Superior de Ciudad Madero, Tampico (municipio), Tamaulipas en 2003.
Fungió como:
Subdirector en 1952 en la Escuela Nacional de Maestros Secretaría de Educación Pública
Director del internado en el período 1953–1954 y Director General en el período 1955–1958
Subdirector Técnico en 1967 de Enseñanza Normal en la República Mexicana en el período 1953–1966
Subdirector y Director en 1979 de la Escuela Normal Superior de México
Presidente del Consejo Nacional Técnico de la Educación CNTEen el período 1983–1988
Subsecretario de Educación Elemental en el período 1988–1989
Director General de Educación Primaria en el D.F. en el período 1993–1996
Director General de Educación Normal y Actualización del Magisterio en el D.F. en el período 1996–1999. En el estado de Colima fue director de la Escuela Normal de Colima en 1949, Rector de la Universidad Popular de Colima en 1950, Director General de Educación Pública en el período 1979–1983, Director General de Servicios Educativos Coordinados de la SEP en el período 1992–1993. Además del trabajo educativo se desempeñó en el campo de la Capacitación donde fue Jefe de Sección Pedagógica y Asesoría Técnica en Planeación y Desarrollo de Capacitación de la Subdirección del Instituto Mexicano del Petróleo de PEMEX en el período 1968–1973. En el ISSSTE fue Coordinador Técnico del Centro Nacional de Capacitación Administrativa en 1974 y Director del Centro Nacional de Capacitación Administrativa en el período 1977–1979. En la SHCP fue Secretario General Foráneo de la Escuela Nacional de Capacitación Aduanera en el período 1975–1976.

## Premios, condecoraciones y menciones
Recibió los siguientes premios, condecoraciones y menciones:
- 1979: Nominación de una calle de Comala, Colima, Nominación de una calle de la ciudad de Colima, Nominación de la Generación del Doctorado en Pedagogía de la Escuela Normal Superior de México, Declaración de Hijo Predilecto por el H. Ayuntamiento de Comala, Colima.
- 1987: Otorgamiento de la Medalla "Gregorio Torres Quintero" por el Congreso del Estado de Colima.
- 1989: Inscripción de Nombre en Muro de Oro de la Asociación de Exalumnos de la Escuela Nacional de Maestros (ANNEENM).
- 1994: Medalla "Moisés Sáenz" al Mérito Educativo otorgada por el Colegio de Profesores de Educación Secundaria A.C., Presea Maestro "Ignacio Manuel Altamirano" en 1994, Fistol de Oro al Mérito Educativo entregada por la Gran Logia Sur Oeste del Rito Escocés, Masonería Universal Familia Mexicana en Colima, Colima.
- 1995: Presea "Excelencia Educativa" entregada por el Rotary International Club, A.C..
- 1997: Nominación de un Aula en el Instituto Nacional de Capacitación Educativa y Maestro Emérito de la Secretaria de Educación Pública.
- 1998: Miembro de la Comisión de Honor de Cruzada Democrática y miembro del Consejo Editorial de la Revista "Educación 2001".
- 2010: Homenaje póstumo y develación de placa de Biblioteca Profr. Benjamín Fuentes González en el Centro de Cultura de Comala organizado por el Grupo Comala, A.C. el 23 de abril.

| Predecesor: Miguel Gómez Sandoval | Rector de la Universidad de Colima 1949 - 1950 | Sucesor: Ricardo Guzmán Nava |

- Datos: Q2893664